# Retrato de Madame Panckoucke
El Retrato de Madame Panckoucke es un cuadro pintado en 1811 por Jean-Auguste-Dominique Ingres y expuesto en el Salón de 1814. Representa a Cécile Panckoucke, de soltera Bochet (12 de febrero de 1787, Lille - 1865, Burdeos) esposa de Henry Panckoucke. El cuadro forma parte de las colecciones del Museo del Louvre.

## Historia
El retrato fue expuesto por Ingres en el Salón de 1814, junto con el de su hermano Edme Bochet y el de Charles Marcotte d'Argenteuil. 
Carta de Ingres a Charles Marcotte de Argenteuil del jueves 7 de julio de 1814: « Mi querido señor Marcotte, respondo de inmediato a vuestra última en la cual os quejabais de no haber recibido ninguna noticia de mí desde la llegada de vuestro cuadro. Hace seis semanas aproximadamente que llegué a Nápoles ..... Después del señor Velay, habéis tenido que ver al señor Bauchet hijo, su esposa y su bonito bebé. Los retratos de la señora Pankouque [Panckoucke] y los suyos van a engrosar mi exposición. Me dirás francamente de las noticias, si el señor Devillers tiene el suyo allí, yo no me arrepentiría.».
El retrato de la señora Panckoucke fue conservado por sus descendientes hasta 1921 en que fue vendido al galerista Georges Wildenstein. Luego fue comprado a la galería por Carlos de Beistegui que, cuando encargó en 1931 su retrato al pintor Ignacio Zuloaga, se hizo representar ante el Retrato de Madame Panckoucke de Ingres. Durante la donación bajo reserva de usufructo de 1942 al Museo del Louvre, Carlos de Beistegui legó no solo el Retrato de la señora Panckoucke  sino también su propio retrato por Zuloaga. En 1953, las dos obras entraron definitivamente en las colecciones del museo. El deseo de Beistegui fue respetado y el retrato Panckoucke y el retrato Beistegui se exhiben uno junto al otro en las salas del Louvre.

## La modelo
Cécile Panckoucke nacida Bochet era una de las hijas de Edme Bochet padre, Administrador del Registro de las Propiedades cuyo retrato en grafito también dibujado por Ingres se conserva en el Museo Metropolitano de Arte de Nueva York, y de su esposa Françoise Filipina de Bellier. Era también sobrina del pintor Jean François Marie Bellier (1745-1836), retratista y paisajista, pintor de la reina Maria-Antonieta. En 1805 se casó con Henry Panckoucke. Se ligará al pintor por su hermana Delphine Ramel de Nogaret, que era la madre de Delphine Ramel la segunda esposa de Jean-Auguste-Dominique Ingres.
Durante su estancia en Roma donde su marido era Director de las Propiedades, conoció a Jean-Auguste-Dominique Ingres a través de su pariente Charles Marcotte de Argenteuil y en 1811 encargó su retrato al pintor, que realizó igualmente su retrato en grafito, hoy en las colecciones del Museo Bonnat-Helleu de Bayona. Al quedar viuda el 2 de octubre de 1812 durante un viaje de la pareja a la corte de Nápoles, regresó a Francia y en 1816 se volvió a casar, con el barón Philippe Morande-Forgeot, director a la Administración de Correos. El barón Morande-Forgeot se convierte en amigo de Jean-Auguste-Dominique Ingres, quien le dedicará el retrato al grafito de 1856 de Cécile Marie Panckoucke como novia, con la mención "a Mr Forgeot, su muy afectuoso Ingres Del. 12 7bre 1856".